# Noppakao Dechaphatthanakun
Noppakao Dechaphatthanakun (tiếng Thái: นพเก้า เดชาพัฒนคุณ, phiên âm: Nóp-ba-cao Đe-cha-bát-tha-na-cun, sinh ngày 9 tháng 9 năm 1994) còn có nghệ danh là Kao (tiếng Thái: เก้า, đọc là Cao), là một diễn viên, người mẫu và ca sĩ người Thái Lan. Anh hiện tại trực thuộc Channel 3. Anh được biết đến trong bộ phim Until We Meet Again (2019) và Lovely Writer: The Series (2021).

## Tiểu sử và học vấn
Noppakao Dechaphatthanakun sinh ngày 9 tháng 9 năm 1994 tại Phayao. Anh tốt nghiệp cử nhân khoa Nghệ thuật truyền thông trường Đại học Rangsit.

## Sự nghiệp

### Diễn xuất
Vào năm 2018, Noppakao tham gia ngành giải trí thông qua buổi thử vai. Anh được biết đến trong suốt chương trình "2MoonsAudition" để trở thành diễn viên cho 2Moons: The Series. Tuy nhiên, anh không được nhận. Cùng năm đó, anh ra mắt với vai phụ Athida trong Sapai Ka Fak, được phát sóng trên Channel 3. Vào năm 2019, Noppakao thủ vai Korn Ariyasakul trong Until We Meet Again và anh nhanh chóng nổi tiếng sau khi sê ri phát sóng.
Vào năm 2021, anh đóng cặp với Poompat Iam-samang trong bộ phim BL Lovely Writer: The Series. Bộ phim được chuyển thể từ tác phẩm cùng tên và được phát sóng trên Channel 3. Sau đó, bộ phim được chiếu trên Channel 3 YouTube. Bộ phim kết thúc với nhiều đánh giá cao của người xem.
Vào tháng 12 năm 2021, Noppakao đã ký hợp đồng với Channel 3.

### Âm nhạc
Vào năm 2020, Noppakao tham gia dự án đặc biệt gọi là "BOYFRIEND" và được quản lý bởi hãng đĩa GMM Grammy. Vào ngày 6 tháng 10 năm 2020, anh phát hành đĩa đơn đầu tiên "คิดได้" cùng với Sapol Assawamunkong dưới dự án "BOYFRIEND".

## Các phim đã tham gia

### Phim điện ảnh
| Năm  | Tên phim         | Vai | Ghi chú |
| ---- | ---------------- | --- | ------- |
| 2014 | Summer to Winter |     | Vai nhỏ |

### Phim truyền hình
| ปี    | เรื่อง         | บทบาท  | ออกอากาศ  |
| ---- | ------------ | ------ | --------- |
| 2017 | รักออกแบบไม่ได้ | ก้องวิทย์ | GMM 25    |
| 2018 | สะใภ้กาฝาก    | อาทิตย์  | Channel 3 |
| 2019 | ด้ายแดง       | กรณ์    | LINE TV   |
| 2021 | นับสิบจะจูบ     | นับสิบ   | Channel 3 |
| 2024 | ดวงใจเทวพรหม | สรุจ    | Channel 3 |

## Danh sách đĩa nhạc
| Năm  | Tựa đề | Ghi chú                      |
| ---- | ------ | ---------------------------- |
| 2020 | คิดได้   | cùng với Sapol Assawamunkong |

## Giải thưởng và đề cử
| Năm  | Giải thưởng          | Hạng mục                                                 | Đề cử | Kết quả   | Nguồn  |
| ---- | -------------------- | -------------------------------------------------------- | ----- | --------- | ------ |
| 2022 | Zoomdara Awards 2021 | Bộ đôi được yêu thích nhất (cùng với Poompat Iam-samang) | —     | Đoạt giải | [ 11 ] |